# Казмунайгаз
АО НК «КазМунайГаз» (КМГ, каз. «ҚазМұнайГаз» ҰК АҚ; KASE: KMGZ) — казахстанская национальная нефтяная компания.
Полное название — Акционерное общество "Национальная компания «КазМунайГаз». Штаб-квартира (офис) — расположен в столице Казахстана в городе Астана.

## История
Образовано указом президента Казахстана от 20 февраля 2002 года путём слияния ЗАО «ННК „Казахойл“» и ЗАО «НК „Транспорт нефти и газа“». Компания «Казахойл» создана в 1997 году, первым президентом компании стал Нурлан Балгимбаев. С мая 1997 по март 1999 года должность вице-президента по экономике и финансам в «Казахойле» занимал Тимур Кулибаев. Летом 2000 года вице-президентом «Казахойл» стал Кайрат Сатыбалдыулы, племянник Нурсултана Назарбаева, который в 2002 году занял должность управляющего директора по социальным вопросам, стратегическому планированию и телекоммуникациям в «КазМунайГаз».
В декабре 2011 года было подписано соглашение о вхождении компании в консорциум по разработке Карачаганакского нефтегазового месторождения. Предполагается, что после продажи 10 % за 3 млрд долларов США доли между нынешними участниками консорциума распределятся следующим образом: у British Gas и ENI останется по 29,25 %, у Chevron — 18 % и у «Лукойла» — 13,5 %.

## Собственники и руководство
90 % акций компании находятся в управлении АО "Казахстанский холдинг по управлению государственными активами «Самрук-Казына». 10 % акций «КазМунайГаз» принадлежат Национальному банку Республики Казахстан.
Председатель совета директоров — Кристофер Уолтон, председатель правления — Магзум Мирзагалиев.

## Деятельность
«КазМунайГаз» занимается добычей, транспортировкой и переработкой нефти и природного газа.

### Дочерние предприятия
- АО "Разведка Добыча «КазМунайГаз» («РД КМГ») — основное добывающее подразделение АО «НК „КазМунайГаз“» (АО «НК „КазМунайГаз“» владеет 59,38 % простых акций компании по состоянию на конец 2009 года).
- КазМунайГаз Кашаган занимается управлением активами компании в месторождении Кашаган.
- «Казмунайтениз» занимается операциями на море и прибрежных территориях.
- «КазТрансОйл» — транспортировка нефти.
- «КазТрансГаз» — транспортировка газа
- KMG International[англ.][11]- реализует деятельность в Европе и Центральной Азии

- АО «Алатаусая энергетическая компания»

- АО «Алматинские электрические станции»
- АО «Актобе ТЭЦ»
- АО «Эмбамунайгаз»

- «Казмортрансфлот» — танкерные перевозки.
- «Международный аэропорт Атырау».
- Вертолётная компания «Евро-азия Эйр»;
- Телекоммуникационная компания Jusan Mobile.
- «КазМунайГаз-переработка и маркетинг» занимается операциями по экспорту и импорту нефти, газа, продуктов их переработки, а также осуществляет оптово-розничную реализацию нефтепродуктов:

- Атырауский нефтеперерабатывающий завод ТОО «АНПЗ» (100 %);
- Шымкентский нефтеперерабатывающий завод ТОО «ШНПЗ» (49,7 %);
- Павлодарский нефтехимический завод ТОО «ПНХЗ» (100 %);

- 100 % — Rompetrol.
- КазТрансГаз-Тбилиси[12].
- 50 % — Мангистаумунайгаз[13].
- 20 % — Тенгизшевройл.
- 50 % — КазРосГаз.
- 33 % — ПетроКазахстан Кумколь Ресорсиз (Кумколь).
- 100 % — Актаунефтесервис
- 40 % — KazMunaiGas Services – COMPASS
- «Kazakhstan Petrochemical Industries Inc.» (Казахстан Петрокемикал Индастриз Инк.)» (Атырауская область)[14].

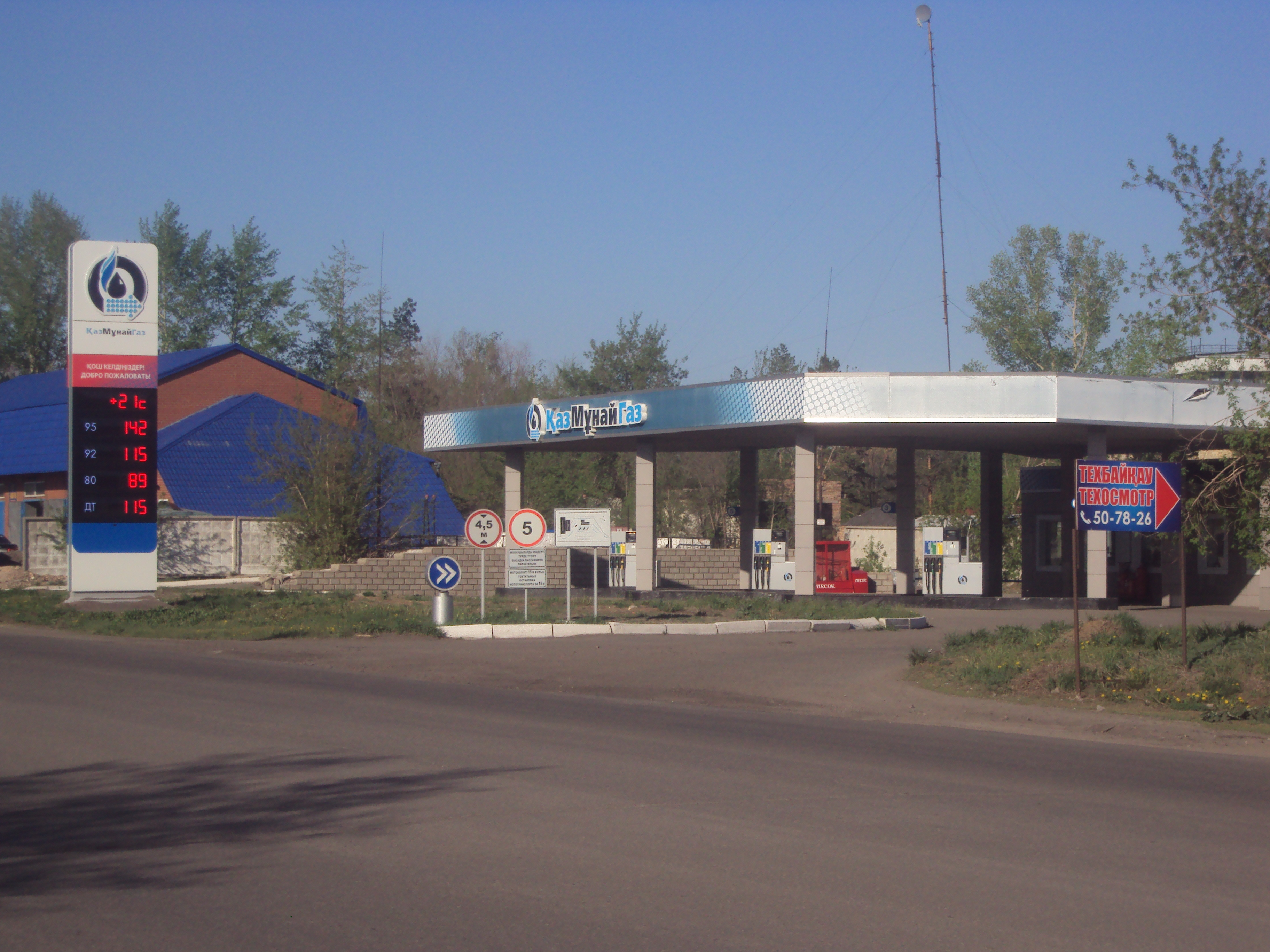
АЗС компании в Караганде.

Общая численность персонала компании — свыше 30 тыс. человек. Консолидированная выручка за 2015 год — 6,78 млрд $, чистая прибыль — 1,15 млрд $.
За январь-март 2015 года совокупные активы компании 1,15 трлн тенге, собственный капитал — 962,8 млрд тенге. Чистая прибыль компании за указанный период составила 108 млрд тенге. Валовый нескорректированный долг КазМунайГаз на конец сентября 2014 года достиг 14,6 млрд долларов. Также предприятие разместило в ноябре 2014 года 10-летние облигации на 500 млн долларов и 30-летние облигации на 1 млрд долларов.

## Происшествия
С июня 2011 года в Жанаозене проходила забастовка рабочих с месторождений вблизи Жанаозена («Узеньмунайгаз») и Актау («Каражанбасмунай», также дочерняя компания «КазМунайГаза»). Рабочие требовали приведения заработной платы в соответствие с международными стандартами, улучшений условий труда, организации независимого профсоюза. В результате забастовки несколько сотен рабочих были уволены, арестованы и осуждены юрист профсоюза Наталья Соколова, лидеры профсоюза Акжанат Аминов и Куаныш Сисенбаев и более 30 активистов профсоюза. Из-за протестов Узеньмунайгаз не смог выполнить годовой план по добыче нефти.
16 декабря 2011 года, в день 20-летия независимости Казахстана, рабочие вышли на заранее объявленный митинг на центральной площади Жанаозена, где городские власти собирались провести праздничное мероприятие. В дальнейшем здесь и в иных местах города произошли массовые беспорядки, силовые структуры открывали огонь на поражение. В результате беспорядков были сожжены здания городского акимата, офис «Узеньмунайгаза», гостиница, несколько зданий захвачены протестующими. В город введена морская пехота и бронетехника, введено чрезвычайное положение.